# Иоасаф (Горленко)
Иоаса́ф Белгоро́дский (устар. Белоградский, в миру — Иоаки́м Андре́евич Горле́нко; 8 [19] сентября 1705, Прилуки, Прилуцкий полк, Киевская губерния, Русское царство — 10 (21) декабря 1754, село Грайворон, Белгородская губерния, Российская империя) — епископ Русской православной церкви (РПЦ), со 2 (13) июня 1748 года — правящий епископ Белгородский и Обоянский.
В 1911 году был прославлен в лике святителей Русской православной церкви. С 2000-х годов почитается также в составе Соборов Радонежских и Курских святых РПЦ, неофициально входит в число святых Слобожанщины, почитаемых Украинской православною церковью (Московского патриархата).

## Биография
Происходил из знатного малороссийского рода Горленко. Родился Иоаким Горленко 8 сентября 1705 года в Прилуках в семье полковника Прилуцкого казачьего полка Андрея Дмитриевича Горленко, его мать — Мария Даниловна — была дочерью гетмана Данило Апостола. Среди родственников Иоакима были и церковные деятели: дядя — иеромонах Пахомий, младший брат Михаил — архимандрит Митрофан (Горленко) и племянник — архимандрит Наркис (Квитка), сын Параскевы Горленко.
В 1709 году дед и отец Иоакима вместе с Иваном Мазепой бежали в Османскую империю, но после смерти гетмана вернулись на родину.
В 1713 году он был определён в Киево-Могилянскую академию; его покровителем и духовником был родной дядя, насельник Киево-Печерской лавры иеромонах Пахомий. Уже в 11 лет Иоаким, по его словам, «возлюбил монашество» и собирался принять постриг, однако долго не решался открыть своё желание родителям. Только в 1723 году он приехал домой попросить у родителей благословение на постриг, но получил отказ. Несмотря на это, он тайно от родителей поступил в Киево-Межигорский монастырь, где 27 октября 1725 года был пострижен в рясофор с именем Иларион. В 1727 году он был переведён в Киево-Братский Богоявленский монастырь, где 21 ноября настоятелем игуменом Иларионом (Левицким) пострижен в мантию с именем Иоасаф; 6 января 1728 года архиепископом Варлаамом (Вонатовичем) он был рукоположён во иеродиакона.
По окончании академического курса он был оставлен преподавателем: с 1729 года был преподавателем словесности низшего отделения академии, с 1731 года — преподавателем класса синтаксимы в среднем отделении. В 1733 году он был также экклесиархом Киево-Братского монастыря. Наконец, 8 ноября 1734 года в киевском Златоверхом монастыре тогда ещё архиепископом Рафаилом он был рукоположён во иеромонаха и 23 ноября переведён в кафедральный Софийский собор. Вскоре он стал членом Киевской духовной консистории.
В 1737 году, 24 июня, он был назначен игуменом Лубенского Мгарского Спасо-Преображенского монастыря, который в его управление значительно устроился.
14 сентября 1744 года указом императрицы Елизаветы Петровны митрополитом Рафаилом возведён в сан архимандрита и в ноябре вызван в Москву; с 29 января 1745 года был назначен наместником Троице-Сергиевой лавры.
Указом императрицы от 15 марта 1748 года он был назначен епископом Белгородским и Обоянским и 2 июня 1748 года в Петропавловском соборе Санкт-Петербурга был хиротонисан.
За время своего шестилетнего епископского служения он часто объезжал свою епархию, несмотря на свою болезненность. Во время одного из таких путешествий по епархии он заболел и, остановившись в слободе Грайворон, где была его архиерейская вотчина, провёл более двух месяцев на одре болезни; 10 декабря 1754 года скончался.
Тело почившего архипастыря оставалось непогребённым до конца февраля 1755 года, ввиду того, что назначенный Святейшим синодом для совершения погребения Иоасафа преосвященный Переяславский и Бориспольский Иоанн (Козлович) был задержан разливом рек. Два с половиной месяца после кончины тело его во гробе стояло открыто в Свято-Троицком соборе. Лишь 28 февраля 1755 года епископ Иоанн в сослужении сонма пастырей совершил чин отпевания, гроб с телом Иоасафа был поставлен в склепе (в юго-западной части белгородского Свято-Троицкого собора). По инициативе его брата, полковника Андрея Горленко, распоряжением Синода от 8 июля 1755 года над склепом была освящена придельная церковь. Через несколько лет духовенство Троицкого собора открыло вход в склеп и удостоверилось в нетленности останков Иосафа Белгородского.

## Сочинения
Большинство российских исследователей, включая А. И. Жиленкова, отмечают, что святитель Иоасаф оставил после себя краткую автобиографию (Путешествие в свете сем грешника Иоасафа игумена Мгарского), последование событий в которой обрывается на событиях мая 1746 года, фамильные записки, стихотворный диалог «Брань семи добродетелей с семью грехами смертными» (изданы в 1892 году В. Горленко в Киеве), поучение (Слово святителя Иоасафа Белгородского о любви к Богу), несколько писем и окружных посланий, молитву святителя Иоасафа Белгородского. В художественном мышлении святителя российские исследователи выделяют традиционалистские черты, а также специфическую содержательность литературной формы при её идеологическом содержании. Отмечая заслуги исследования Жиленкова, Белгородская епархия РПЦ в конце 2012 года официально признала святителя родоначальником художественной литературы Белгородского края.
В современной украинской историографии литературное наследие святителя Иоасафа, в частности, в книге В. Л. Маслийчука «Слободская Украина», «Брань честных семи добродетелей» отнесена к украинскому барокко.

## Канонизация и судьба мощей

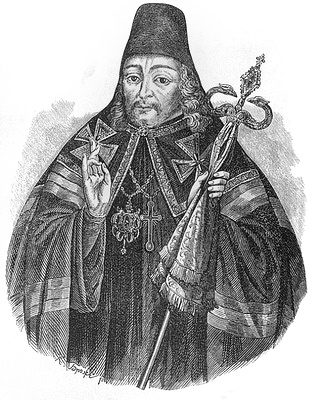
Свт. Иоасаф (Горленко), еп. Белгородский. Гравюра. 1865 г.

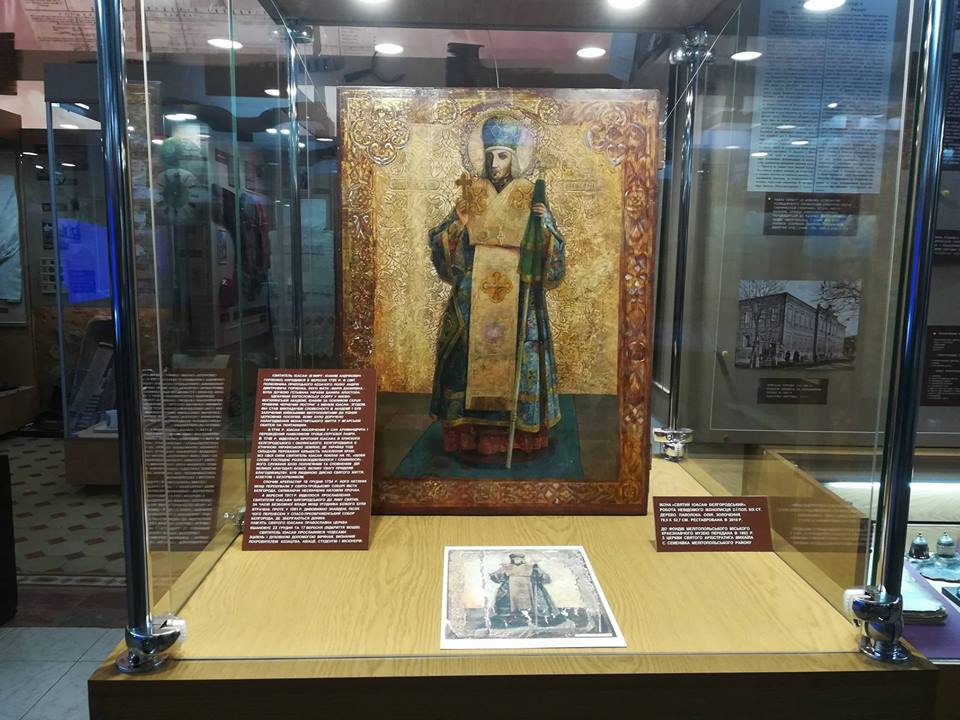
Икона святителя Иоасафа (пересъёмка с выставки в 2018 г.)

В декабре 1908 года епископ Курский Питирим (Окнов) представил Святейшему Синоду ряд прошений о прославлении епископа Иоасафа от духовенства и мирян. Синодом была образована комиссия под председательством Питирима, в которую также входили князь Н. Д. Жевахов, только что издавший свою трёхтомную монографию об Иоасафе, и протоиерей А. И. Маляревский, сыгравший существенную роль в методическом внедрении имени святителя в преподавание Закона Божьего (они оба познакомились в конце 1906 года). В декабре 1910 года Святейший Синод принял решение о канонизации, ссылаясь на 54 достоверных свидетельства «чудесных действий», совершенных по предстательству Иоасафу, и на нетление мощей, засвидетельствованное 19—25 мая того же года Киевским митрополитом Флавианом (Городецким) и Курским архиепископом Питиримом. На основании представленных свидетельств и акта освидетельствования мощей синод направил всеподданнейший доклад, на котором 10 декабря 1910 года Николай II начертал: «<…> Приемлю предложения Св. Синода с искренним умилением и полным сочувствием».
Рака для св. мощей Святителя Иоасафа Белгородского и сень над нею в Свято-Троицком соборе были изготовлены по проекту архитектора Покровского В. А. (1910—1911 гг.; утрачены).

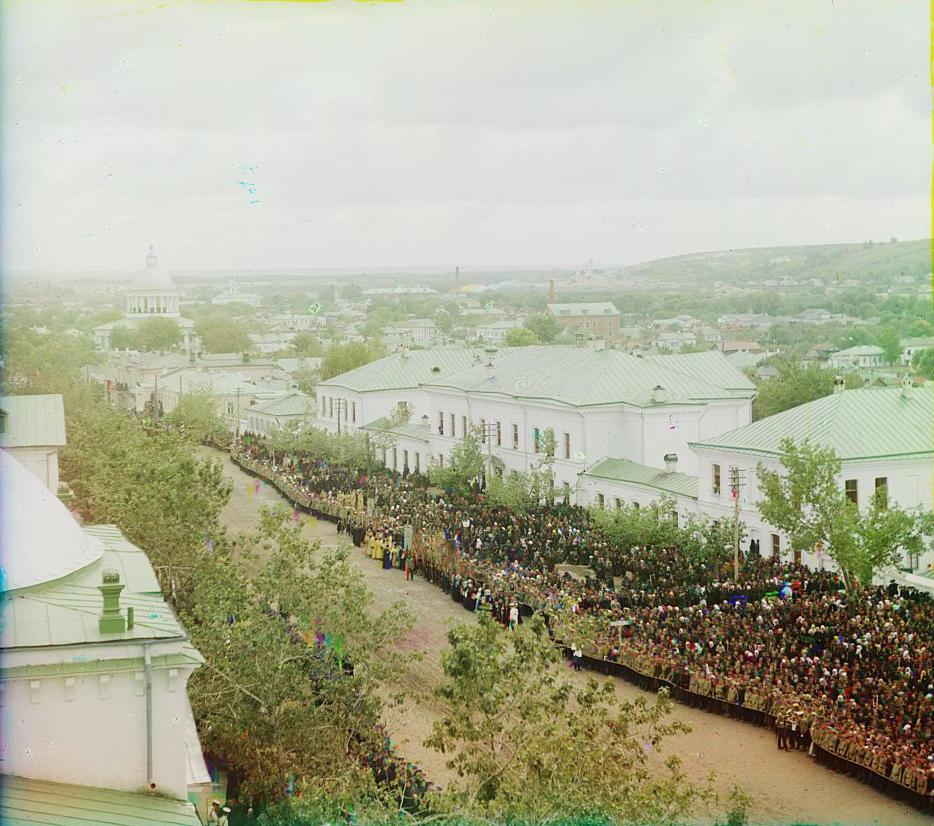
Торжества по случаю канонизации святителя Иоасафа в Белгороде, 4/17 сентября 1911 (из коллекции С. М. Прокудин-Горского)

Торжества канонизации и открытия мощей состоялись 4 (17) сентября 1911 года при Курском Преосвященном Питириме (Окнове) и викарном Белгородском епископе Никодиме в присутствии Елисаветы Феодоровны и Константина Константиновича.
1 декабря 1920 года, во исполнение постановления Народного комиссариата юстиции от 23 августа 1920 года «О ликвидации мощей», состоялось вскрытие мощей святителя под руководством специально назначенной комиссии. Комиссия составила официальный акт, подписанный её членами и опубликованный в «Курской правде» за 10 декабря 1920 года. Согласно Отчету V (ликвидационного) отдела Народного комиссариата юстиции: «мощи оказались хорошо сохранившемся мумифицированным трупом». Мощи были отправлены в Москву, в Музей Наркомздрава на Петровке дом 14, здесь на выставке по социальной медицине и гигиене, в специальном отделе по гниению и разложению животных предметов, мощи Иоасафа демонстрировались вместе с мумифицированными трупами фальшивомонетчика и крысы. Затем мощи были отправлены в антирелигиозный музей. В 1930-х годах их перевезли в Ленинград и поместили в экспозицию Музея истории религии и атеизма в бывшем Казанском соборе.
Об обретении мощей в 1991 году А. И. Папков, автор статьи в Православной энциклопедии, пишет следующее:
К сер. 30-х гг. XX в. мощи были переданы в Музей истории религии и атеизма, располагавшийся в Казанском соборе в Ленинграде. Там они иногда выставлялись в северном приделе, напротив могилы М. И. Кутузова. Поскольку демонстрация мощей вызывала приток верующих в музей, от их показа отказались и поместили их в подвал. В 1970 г. на юге СССР были отмечены случаи холеры, в связи с чем в музее должна была пройти проверка санитарной инспекции. В ожидании ее комендант Казанского собора распорядилась закопать мощи Иоасафа в сыром подвале. Однако рабочие не решились сделать это и зарыли останки в шлаке чердачного перекрытия собора в надежде, что они лучше сохранятся. Спустя 20 лет один из рабочих, прятавших тело, А. В. Соколов, сообщил об этом представителям РПЦ. 28 февр. 1991 г. мощи были обретены. Специальная комиссия из представителей духовенства Ленинграда, Курска и Белгорода провела идентификацию.
До 10 августа 1991 года мощи пребывали в Преображенском соборе Ленинграда, после чего доставлены, через Москву и Курск, в Белгород.
17 сентября 1991 года в Преображенский собор, при участии Святейшего Патриарха Московского и всея Руси Алексия II, были торжественно перенесены мощи святителя Иоасафа.
В 2008 году Владимир Маслийчук в книге «Слободская Украина» подверг критике тот факт, что во время служения в Белгороде святитель Иоасаф занимался принудительной русификацией церковно-приходской литературы, которая использовалась на территории современных Белгородской и Харьковской областей. Также Маслийчук подверг критике святителя за непреднамеренное уничтожение книг киевской печати. При этом личная архипастырская репутация святителя, как противника латинизации церковно-приходского образования Украины, борца с обрядоверием и святителя, не поклонявшегося имперской элите, никогда не оспаривалась.
Мощи находятся в соборе 11 месяцев в году, с 16 сентября (день второго обретения мощей) по 19 августа (день Преображения Господня). С 19 августа по 16 сентября мощи находятся в Иоасафовском соборе Белгорода на улице Попова (кладбищенском). Переносятся крестным ходом.
Память: 10 (23) декабря и 4 (17) сентября (первое обретение мощей).

## Известные священнослужители, принявшие постриг в честь Иоасафа
В 1912 году Иван Скородумов принял монашеский постриг в честь святителя Иоасафа. В 1950-е он занял архиепископскую кафедру Русской православной церкви заграницей в Буэнос-Айресе.
В 1924 году князь Владимир Жевахов принял монашеский постриг в честь своего дальнего предка, вскоре рукоположён во диакона и во иерея. В 1926 году хиротонисан во епископа.

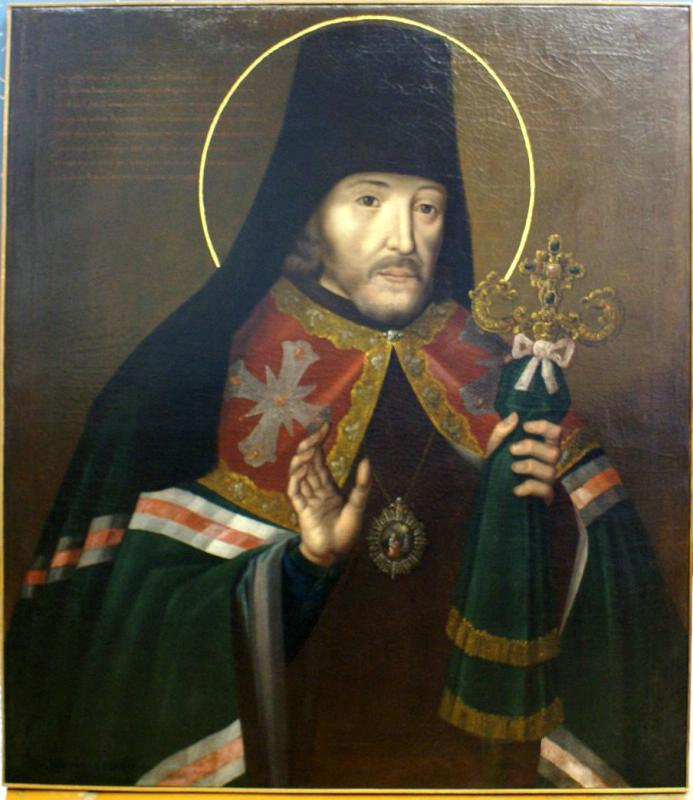
Портрет кон. XVIII в.

## Иоасафа Белгородский в советской историографии
Критика Иоасафа содержится в сочинении бывшего священника, а затем с 1920-х годов церковного разоблачителя, М. Ф. Паозерского «Русские святые пред судом истории» (1923). Паозерский пишет, что Иоасаф канонизован был синодом 4 сентября 1911 года, по усиленным стараниям его родственников — князя Жевахова и жандармского полковника Горленко, сделавшим на этом свою карьеру: труды первого вознаграждены были владимирским крестом, а второй — из мелких чинов государственной канцелярии был назначен товарищем синодального обер-прокурора. По мнению М. Паозерского, профессор А. Н. Лебедев был открытым врагом совершенств и добродетелей Иоасафа, и обрисовал его человеком чёрствым и жестоким, даже для своего сурового времени. В книге Лебедева «Белогородские архиереи и среда их архипастырской деятельности» приведены архивные документы, согласно которым судебные дела, разбиравшиеся под непосредственным надзором Иоасафа, чуть не в каждом сопровождались резолюциями: «пороть», «сечь», «усечь» «вложить плетей», «учинить жестокое плетьми наказание», «бить плетьми нещадно» и т. п. Иоасаф усиленно следил за политической благонадежностью подчиненного ему духовенства, результатом чего является целый ряд розысков и расследований о не совершении священниками богослужений и благодарственных молебнов в царские дни, розысков, сопровождаемых битьем плетьми, заключением в монастыри, лишением сана и т. п. Нелегко жилось при Иосафе мирской пастве: за всякое ничтожное нарушение церковных постановлении вызов в консисторию, плети, заточение в монастырь и т. п. Все отрицательные качества Иоасафа, зафиксированные его указами и резолюциями, не оспаривает, по мнению М. Ф. Паозерского, и составитель его жития, священник В. А. Борисов, но объясняет их отчасти духом времени, отчасти «внутренним жаром души святителя, стремившегося привести грешника к сознанию своего греха и исправлению». Паозерский считает, что выходящая из ряда жестокость Иоасафа остается доказанною, и удивляется, как могли Иоасафа возвести во святые из-за его поступков.
Советский религиовед А. В. Белов писал о Иоасафе: «Он не останавливался перед жестокими наказаниями плетьми лиц, провинившихся в чём-либо… Деяния епископа Иоасафа более подходили не духовному лицу, а служителю царской охранки».
Советский и российский религиовед Н. С. Гордиенко писал о Иоасафе и его канонизации следующее: «Дурная слава окружала имя епископа белгородского Иоасафа (Горленко), который за малейшее непослушание подвергал подчиненных наказаниям плетьми. В противовес нараставшему революционному подъёму, который не могла остановить разнузданная политическая реакция, в 1911 году была организована канонизация епископа Иоасафа Белгородского — церковного феодала-крепостника и мракобеса».

## Наследие
- Биография Иоасафа, составленная его внучатым племянником[16][biblio 2], известным украинским писателем Г. Ф. Квиткой-Основьяненко, издана в Киеве в 1836 году и потом много раз переиздавалась; другая биография — И. Г. Кулжинского, 1883 год. Важный биографический материал по консисторским документам находится в «Историко-статистическом описании Харьковской епархии», архиепископа Филарета[источник не указан 2601 день]
- Вокруг Иоасафа Горленко и его наследия сложился кружок его почитателей, который к 1912 году вырос до Братства во имя святого и просуществовал в Петрограде до 1917 года[17]. Усилиями кружка было произведено издание книг А. И. Маляревского «Святитель, Иоасаф, епископ Белгородский и Обоянский» (1907) и «Иоасаф, епископ Белгородский. Чтение со световыми картинами для народа», переиздававшейся несколько раз (1-е издание — 1909 год, во 2-м и 3-м изданиях (1910 и 1911 годы соответственно) название книги было дополнено до «Святитель Иосаф, епископ Белгородский. Чтение со световыми картинами для народа»). В разных изданиях книги Маляревского в качестве нотных примеров были опубликованы партитуры «Ежечасной молитвы святителя Иосафа Горленко»: в 1-м издании — Д. В. Аллеманова (1867—1928), во 2-м и 3-м — А. К. Лядова и В. А. Фатеева (1868—1942). При этом за несколько лет до того, как было выпущено «Чтение со световыми картинами» (то есть в 1907 году), Маляревский (на несколько лет раньше Н. Д. Жевахова) выпустил свою книгу «Святитель Иоасаф, епископ Белгородский и Обоянский», которую А. И. Жиленков позиционирует как один из вариантов жития святителя[biblio 3].
- Перед событиями 1917 года в посёлке Парголово около Петрограда (ныне муниципальное образование Санкт-Петербурга) была построена церковь во имя Святителя Иоасафа, и создано при ней Михайловское Иоасафовское Братство, запрещённое при советской власти. Общество Святого Иоасафа было восстановлено в конце XX века и действует сейчас в Санкт-Петербурге.
- В сентябре 2005 года в Белгороде состоялись торжества, посвящённые 300-летию со дня рождения святителя Иоасафа Белгородского[18]. В рамках торжеств был запланирован конкурс на хоровое сочинение на текст Ежечасной молитвы и гимна святителю[19], подведение итогов которого не состоялось по невыясненным обстоятельствам, однако написанные для конкурса произведения активно исполняются белгородскими хорами и по сей день.
- В Белгороде ежегодно проводится научно-богословская конференция «Иоасафовские чтения»[20].
- Памятники Иоасафу Белгородскому установлены: в ноябре 2001 года в Белгороде, в честь 90-летия его канонизации; в сентябре 2011 года — в Прилуках, в честь 100-летия канонизации. Небольшой участок Свято-Троицкого бульвара в Белгороде между памятником и улицей Пушкина получил название Иоасафовского сквера.
- В 2010-х годах украинский писатель Валерий Шевчук перевёл поэму «Брань честных семи добродетелей» на современный украинский язык, в 1997 году он написал новеллу «Иоасаф».
- Также в сентябре 2011 года на Свято-Троицком бульваре города Белгорода, на месте бывшего Троицкого собора (построен в конце XVII века, разрушен в 1920-е годы) выстроена и освящена часовня св. Иоасафа Белгородского, а рядом с ней реконструирована пещерка, где первоначально пребывали мощи святителя.
- В 2016 году А. Н. Стрижёвым был завершён и опубликован указатель библиографических изданий, имеющих то или иное отношение к Иоасафу Белгородскому.

## Молитва Иоасафа Белгородского
Среди наследия святителя Иоасафа наибольшее распространение получил текст его Ежечасной молитвы. Этот текст подробно анализировался В. Д. Жеваховым и С. А. Нилусом в книге «Молитва святителя Иоасафа Белгородского и всея России чудотворца (1705—1754): опыт краткого комментария», выдержавшей три издания. Точная дата возникновения текста не установлена, чаще всего авторы книг об Иоасафе хронологически относят этот текст к последнему (белгородскому) периоду жизни святителя.
В своём анализе, опубликованном в 1912—1915 годах в данной книге, В. Д. Жевахов подчёркивал ряд подвижнических символов, применявшихся Иоасафом в ночном молитвенном подвиге:
- Текст молитвы состоит из двух предложений, оба из которых — прошения, отражающие мировоззрение и настроение святителя, характеризуют его личность[22].
- Первое из прошений характеризует осознание Иоасафом искупительной роли земной жизни Христа[23], а также необходимости личного участия святителя в деле его собственного духовного спасения[24], со взиранием на Христа как на «Примирителя с Правосудием Божиим», понимания силы Христа как источника милосердия и божественной Правды[25].
- Второе прошение посвящено благодарению Христа Иоасафом, обращению глубочайшей благодарности святителя за пределы земной жизни христианина[26]. По мнению В. Д. Жевахова, святитель видел и глубоко скорбел о том, что человечество не благодарно Христу за его искупительную жертву, и с такой же скорбью следил за своей и епархиальной духовной жизнью[27]. В то же время, осознавая, что земное странствие заканчивается вместе со смертью, Иоасаф просит Христа принять его дух не ради него самого, а ради молитв Пречистой Богоматери[28].
- Завершая свой анализ, В. Д. Жевахов поднимает перед верующими ключевые значения Ежечасной молитвы — чувства благодарения ко Христу за его искупительные страдания, осознанию земной жизни как пути странствий в Царство Небесное[29], а также вопросам чувства долга перед всеми сторонами подвига[30] и значению фразы «Мы — Христовы люди»[31].

### Отражение в музыке
Начиная с 1909 года (по другим данным — с 1907), к тексту Ежечасной молитвы Иоасафа Белгородского стали проявлять внимание русские композиторы, как церковные, так и академические. При этом структура хоровых произведений на этот текст в большинстве случаев опирается на структуру самого текста молитвы, описанную В. Д. Жеваховым:
- В связи с изданием А. И. Маляревским в Санкт-Петербурге книги «Святитель Иоасаф, епископ Белгородский. Чтение со световыми картинами для школ и народа», в которой исполнение хоровых партитур на текст молитвы рекомендовалось в качестве методического указания к чтению книги, на этот текст были написаны произведения священника Д. В. Аллеманова (1909), А. К. Лядова (1910, переложено в 2010-е игуменьей Елисаветой (Жегаловой)) и регента Казанского собора Санкт-Петербурга В. А. Фатеева (1910).
- В 1912 году, по случаю выхода книги В. Д. Жевахова с комментарием текста молитвы, в ней была опубликована партитура А. П. Орловского[sheet 1], в том же году Жевахов дал цензурное разрешение на издание ещё трёх произведений Орловского.
- Среди представителей Троице-Сергиевой Лавры свои партитуры на текст Ежечасной молитвы создали иеромонах Нафанаил (Бачкало) (1913)[sheet 2][sheet 3] (включая переложение для мужского хора архимандрита Матфея (Мормыля), 1991) и С. З. Трубачёв (1980-е)
- В музыке XXI века Ежечасная молитва представлена вариантом К. Е. Волкова[sheet 4].

Д. В. Аллеманов (1-е издание книги А. И. Маляревского)[biblio 4]
А. К. Лядов (2-е и 3-е издания книги А. И. Маляревского[32]
В. А. Фатеев (2-е и 3-е издания книги А. И. Маляревского[32]

## Иоасаф в поэзии
- Л. Н. Погожева. Святой Иоасаф Белгородский (песня)
- А. Ф. Платонова. — стихотворения «Святитель Иоасаф» и «Гимн святителю Иоасафу»[33] (в 1911—1912 годах на слова Гимна были созданы хоры А. А. Архангельского[sheet 5] и А. П. Орловского[sheet 6]).
- А. Н. Гиллессем — стихотворения «У гробницы святителя Иоасафа», «Перед гробницей святителя Иоасафа Белгородского», «У раки новоявленного святого угодника Божия Иоасафа Белгородского» и «Гимн святителю Иоасафу, епископу Белгородскому».
- П. Лебединский — стихотворение «Два вечера в Киселёве»[biblio 5]
- П. Григорьев — Святитель и чудотворец Иоасаф, епископ Белгородский. (Думы паломника в стихах).